# Ян I (граф Голландії)
Ян (Йоганн) I (нід. Jan I van Holland; 1284 — 10 листопада 1299) — граф Голландський та Зеландський в 1294—1299 роках. Останній представник панівної династії Герульфінгів.

## Життєпис
Походив з династії Герульфінгів. Сьомий син Флоріса V, графа Голландії та Зеландії, і Беатріси де Дамп'єр. Народився 1284 року. На той час був єдиним, хто вижив з дітей Флоріса V. 1285 року Яна було заручено з донькою англійського короля Едуарда I. Невдовзі вирушив до Лондона, де навчався при англійському королівському дворі.
1296 року після загибелі батька за підтримки проанглійської шляхти на чолі із Яном III ван Ренессе та Вольфертом I ван Борселеном оголошений графом Голландським і Зеландським. 1297 року одружився з нареченою, весілля відбулося в Іпсвічі.
Того ж року прибув до Голландії. З огляду на молодий вік регентом спочатку став Ян III ван Ренессе, але протримався на посаді недовго. Новим регентом було призначено Вольферта I ван Борселена. Він вступив в конфлікт з містом Дордрехт, під час штурму якого регента було вбито. Після цього строком на 5 років регентом став двоюрідний вуйко Жан II д'Авен, граф Ено. Через 2 тижні після цього призначення Ян I помер в Гарлемі від дизентерії, але можливо від отруєння. Володіння успадкував Жан II д'Авен.

## Родина
Дружина — Єлизавета Рудланська